# Contea di Gray (Kansas)
La contea di Gray in inglese Gray County è una contea dello Stato del Kansas, negli Stati Uniti. La popolazione al censimento del 2000 era di 5 904 abitanti. Il capoluogo di contea è Cimarron.

## Geografia fisica
L'U.S. Census Bureau certifica che l'estensione della contea è di 2251,0 km², di cui 2251,0 km² composti da terra e 1,0 km² composti di acqua.

### Evoluzione demografica

### Contee confinanti

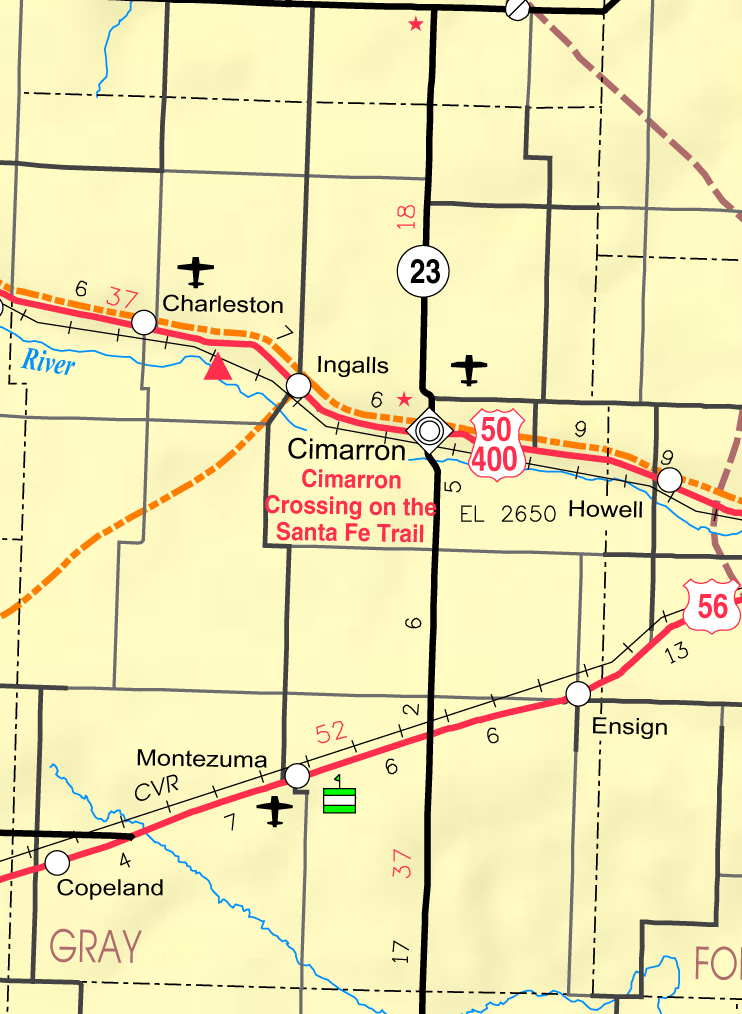

- Contea di Finney - nord
- Contea di Hodgeman - nordest
- Contea di Ford - est
- Contea di Meade - sud
- Contea di Haskell - ovest

## Infrastrutture e trasporti
- U.S. Route 50
- U.S. Route 56
- U.S. Route 400
- Kansas Highway 23

## Geografia antropica

### Città
- Cimarron
- Copeland
- Ensign
- Ingalls
- Montezuma

### Area non incorporata
- Charleston
- Haggard

### Township
La contea di Gray è divisa in sette township.
Le Township della contee sono:
- Cimarron
- Copeland
- East Hess
- Foote
- Ingalls
- Logan
- Montezuma